# 无政党国家列表
以下国家和地区没有任何政党。

## 君主制国家
- 巴林——禁止成立政党，但有政治组织。
- 阿曼——禁止成立政党。
- 科威特——禁止成立政党，但有政治组织。
- [1]——禁止成立政党。
- 沙烏地阿拉伯——禁止成立政党。
- 阿联酋——禁止成立政党。
- 梵蒂冈

## 共和国
- 密克羅尼西亞聯邦
- 帛琉

## 地区
- 加拿大
  -  努納武特地區
- 英国
  -  福克蘭群島
  -  根西
  -  皮特凯恩群岛
  -  圣赫勒拿、阿森松和特里斯坦-达库尼亚
- -  圣诞岛
  -  科科斯（基林）群島
  -  诺福克岛
- 新西兰
  -  纽埃——现无政党，以前有政党。
  -  托克勞
- 中國
  -  澳門——没有政党，但有政治组织。

## 已不存在的国家
- 美利堅聯盟國——不禁止政党，但没有任何政党存在过。
- 大阿拉伯利比亚人民社会主义民众国——禁止成立政党。